# L'Usage du monde
Ne doit pas être confondu avec L'Usage du Monde (nouvelle).
L'Usage du monde est un récit de voyage de l'écrivain suisse Nicolas Bouvier illustré par Thierry Vernet et publié pour la première fois en 1963 à compte d'auteur à la Librairie Droz. Cet ouvrage raconte le voyage de Bouvier et Vernet de Genève à la passe de Khyber de juin 1953 à décembre 1954, à bord d'une petite Fiat 500 Topolino (le récit commence en réalité à Travnik en juillet 1953).
Au fil des années et des rééditions, le livre devient un grand classique de la littérature de voyage. En plus de la description factuelle de son voyage, l'auteur accorde une grande place aux personnes rencontrées et invite le lecteur à s'émerveiller du monde au gré des flâneries et à se laisser « remodeler » par le voyage. Ces mêmes thèmes reviendront dans plusieurs autres œuvres de Bouvier comme Chronique japonaise, Le Poisson-scorpion ou  Journal d'Aran et d'autres lieux.
En 2006, les éditions L'Âge d'Homme publient sous le titre Peindre, écrire chemin faisant la correspondance que Thierry Vernet envoya presque quotidiennement à sa famille tout au long de ce voyage.

## Résumé

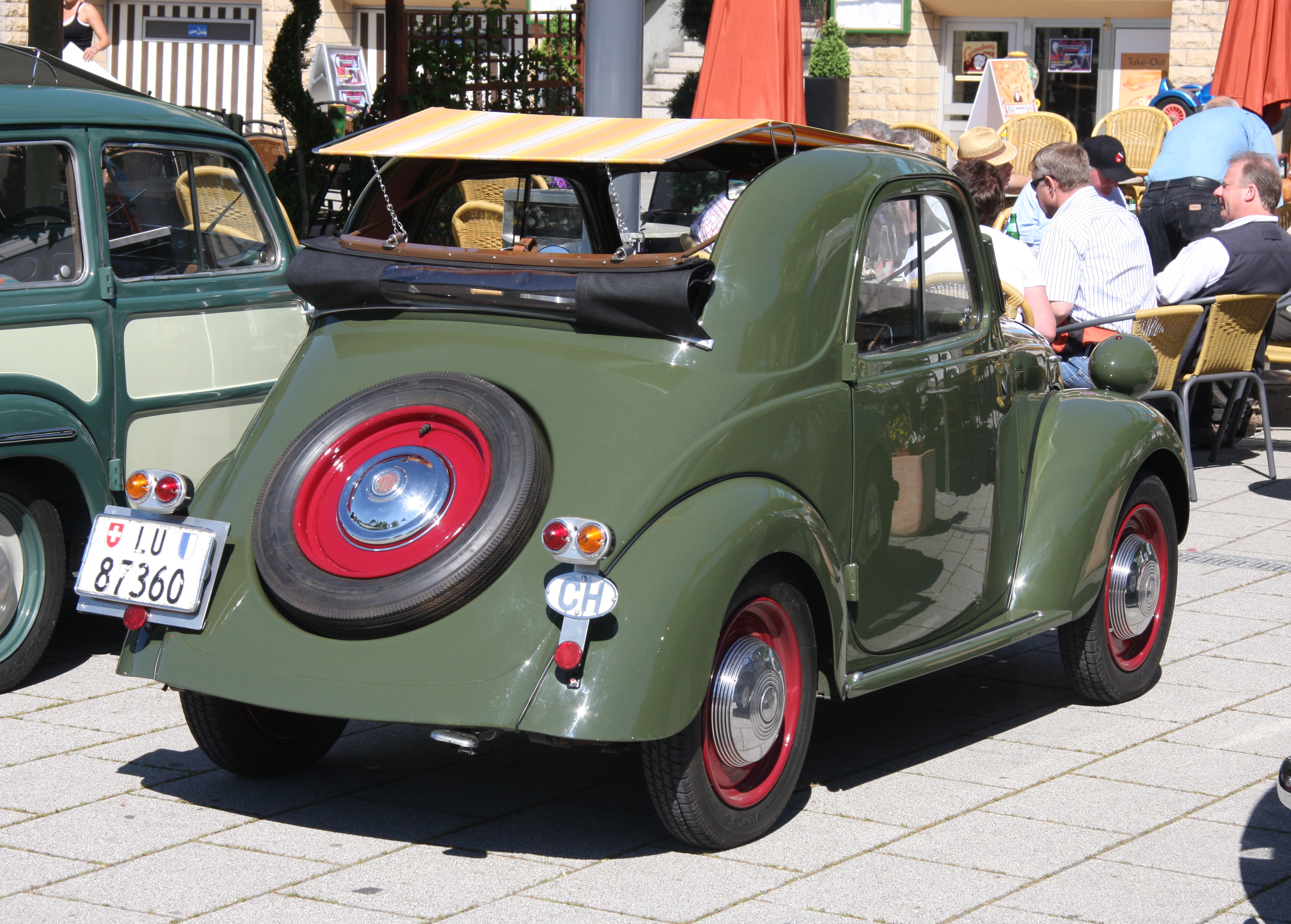
Une Fiat 500 Topolino d'un modèle identique à celui utilisé par Nicolas Bouvier et Thierry Vernet dans leur périple automobile de 1953/1954, photographiée en 2009.

Le livre est un récit du voyage effectué par les deux amis de la Yougoslavie à l'Afghanistan, entre juin 1953 et décembre 1954.
La route, effectuée en Fiat Topolino, les mène de Belgrade jusqu'à la Turquie, l'Iran (où ils passent l'hiver 1953-1954 à Tabriz), le Pakistan (dont une longue halte à Quetta), et l'Afghanistan (ils se séparent à Kaboul, le récit de Nicolas Bouvier continuant jusqu'à la passe de Khyber). Pour gagner le peu d'argent nécessaire au fil du voyage, Thierry Vernet vend des peintures et Nicolas Bouvier écrit des articles pour des journaux suisses ou autres, fait des conférences, donne des cours de français.

## Réception critique
Pour l'essayiste Mona Chollet, Nicolas Bouvier fait preuve dans ce « livre mythique », d'une « érudition stupéfiante pour un jeune homme de vingt-cinq ans » et « ne sépare jamais le sublime du trivial, le poétique du pragmatique, la vie intellectuelle de la vie tout court ».
L'universitaire Rachel Bouvet estime que « c'est surtout le nombre incalculable de rencontres, de portraits, de descriptions de mœurs et de coutumes, qui retient l'attention. L'altérité humaine constitue à n'en pas douter l'un des éléments clés du récit ». Pour cette autrice, la posture de Nicolas Bouvier voyageur s'inscrit dans la géopoétique, « ce champ de recherche et de création fondé par l'écrivain d'origine écossaise Kenneth White ».

## Éditions
- L’Usage du monde , 376 pages, quarante-huit dessins de Thierry Vernet, préface d’Alain Dufour; choix de lettres de Nicolas Bouvier, 1951-1963, 1963 ; réédition 1999
- L'Usage du monde (1963), 364 pages, Payot, coll. « Payot poche », 1992
- L'Usage du monde (1963), 418 pages, illustrations de Thierry Vernet, Payot, coll. « Petite Bibliothèque Payot/Voyageurs », 2001  (ISBN 978-2-228-89401-2)
- Œuvres, 1428 pages, 252 illustrations, Gallimard, coll. « Quarto », 2004
- L'Usage du monde (1963), Paris, La Découverte, 1985 ; réédition 2014.